# Зырянка (аэропорт)
Аэропорт «Зырянка» — региональный аэропорт, расположен в посёлке Зырянка Верхнеколымского улуса Якутии. Обеспечивает регулярное авиасообщение с региональным центром — Якутском, а также вертолётное сообщение с труднодоступными населёнными пунктами района.

## Принимаемые воздушные судна
Принимаемые воздушные суда: 3 – 4 классов (Ан-2, Ан-12 (зимой), Ан-24, Ан-26, Ан-28, Ан-30, Ан-38, Як-40, Л-410 и др. типы воздушных судов 3-4 класса), вертолёты всех типов.

## Проблема расположения
Взлетно-посадочная полоса аэропорта Зырянка была построена в черте посёлка на естественной косе, идущей вдоль реки Колымы. Из-за этого её часто подтапливает в весеннее половодье и редко осенью. Для обеспечения круглогодичного сообщения необходима реконструкция. Рассматривался вариант поднятия полосы на несколько метров, но это было признано невозможным из-за нестабильности грунтов основания. В данный момент начато проектирование и строительство нового аэропорта в рамках «Целевой программы развития Дальнего Востока».

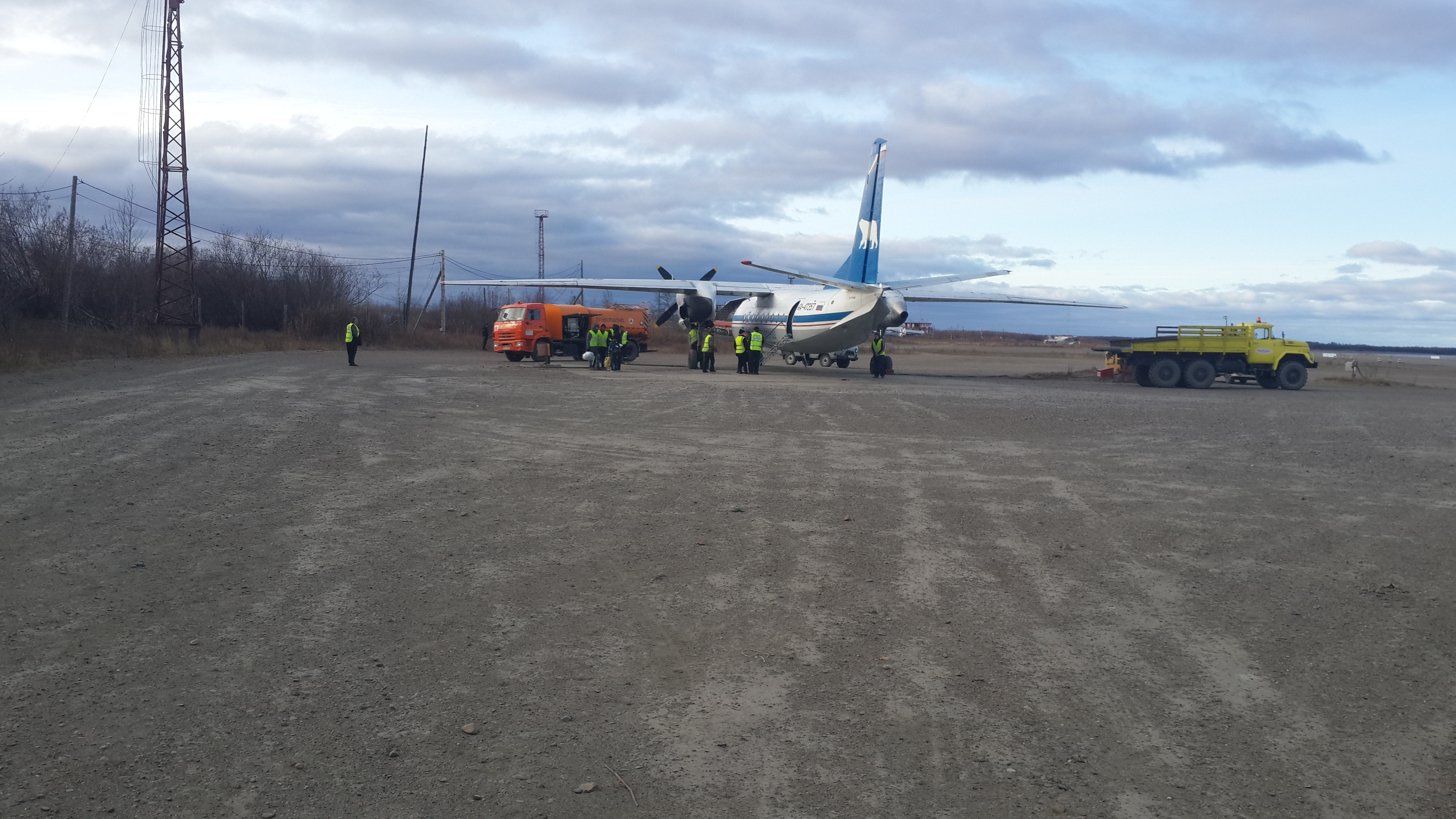
Взлетно-посадочная полоса аэропорта Зырянка

## История
Строительство аэропорта Зырянка началось осенью 1941 года в качестве запасного аэродрома перегоночной трассы Алсиб. 1 января 1943 г. создан аэропорт Особой Воздушной Линии Гражданского Воздушного Флота со штатом 47 человек. В послевоенное время в Зырянке базировались самолёты По-2, обслуживающие близлежащие районы, в 1952 году их заменили на Як-12. В 1953 году начались регулярные пассажирские рейсы из Якутска на Зырянку.
В 70-80 годы происходило интенсивное строительство производственных и социально-бытовых объектов, жилфонда, активно осваивалась новая авиатехника.
В 1975 году на удалении 9 км от основного был оборудован грунтовый запасной аэродром (ныне заброшенный и пришедший в негодность). Численность работников превышала 500 человек.
20.12.2004 аэропорт Зырянка вновь стал самостоятельным путём выделения его из Зырянского авиапредприятия. С июля 2006 г. филиал ГУП «Дирекция аэропортов РС (Я)». Существенные перемены в жизни аэропорта наступили после реорганизации его в филиал ФКП «Аэропорты Севера» в ноябре 2007 г. Увеличилось финансирование строительных и ремонтных работ, стали поступать новая техника и оборудование.

## Показатели деятельности
| Год                   | 2014 | 2015 | 2016 | 2017 |
| Количество пассажиров | 9197 | 9442 | 8665 | 8073 |
| Источники:            |      |      |      |      |